# Coupe intercontinentale de beach soccer 2012
Navigation
2011 2013
La Coupe intercontinentale 2012 est la seconde édition de cette compétition qui se déroule à Dubaï du 30 octobre au 3 novembre 2012.
La Russie remporte sa deuxième Coupe Intercontinentale. En finale, les Russes s'imposent contre le Brésil sur le score de 7-4 devant plus de 8 000 personnes et reçoivent la coupe des mains de Diego Maradona,.

## Nations participantes
Les équipes sont déterminées par rapport à leur place lors des qualifications à la Coupe du monde 2011. Seul le Japon et les États-Unis n'ont pas pris part à la première édition.
| Confédération | Nation              | Position lors des qualifications |
| ------------- | ------------------- | -------------------------------- |
| AFC           | Émirats arabes unis | Hôte                             |
| AFC           | Japon               | Champion d'Asie                  |
| CAF           | Nigeria             | Finaliste d'Afrique              |
| CONCACAF      | États-Unis          | 3e de la Zone Amérique du Nord   |
| CONMEBOL      | Brésil              | Champion d’Amérique du Sud       |
| OFC           | Tahiti              | Champion d’Océanie               |
| UEFA          | Russie              | Champion d'Europe                |
| UEFA          | Suisse              | Finaliste de la zone Europe      |

## Tournoi

### Phase de groupe

#### Groupe A
| Équipe              | J | G | G+ | P | Bp | Bc | +/- | Pts |
| ------------------- | - | - | -- | - | -- | -- | --- | --- |
| Russie              | 3 | 3 | 0  | 0 | 16 | 5  | +11 | 9   |
| Émirats arabes unis | 3 | 2 | 0  | 1 | 10 | 8  | +2  | 6   |
| Tahiti              | 3 | 1 | 0  | 2 | 8  | 10 | -2  | 3   |
| États-Unis          | 3 | 0 | 0  | 3 | 7  | 18 | -11 | 0   |

| 30 octobre 2012 | Russie | 9 - 1 | États-Unis | Dubaï Festival City, Dubaï |  |
| 18:00           | E. Shaykov 1re · E. Eremeev 9e 19e 26e · D. Ippolitov 11e · D. Shishin 21e 30e · Y. Krasheninnikov 30e 36e |       | 5e O. Gil  |                            |  |
| 18:00           | Rapport |       |            |                            |  |

| 30 octobre 2012 | Émirats arabes unis                                | 3 - 2 | Tahiti                              | Dubaï Festival City, Dubaï |  |
| 20:30           | Ali Karim 8e · R. al Mesaabi 29e · A. Ali Rahi 35e |       | 1re T. Zaveroni · 20e R. L. F. Kuee |                            |  |
| 20:30           | Rapport                                            |       |                                     |                            |  |

| 31 octobre 2012 | Russie                                            | 4 - 2 | Tahiti                         | Dubaï Festival City, Dubaï |  |
| 18:00           | I. Leonov 2e · D. Shishin 3e 6e · D. Ippolitov 4e |       | 2e N. Bennett · 14e H. Taiarui |                            |  |
| 18:00           | Rapport                                           |       |                                |                            |  |

| 31 octobre 2012 | États-Unis                         | 3 - 5 | Émirats arabes unis                                                                  | Dubaï Festival City, Dubaï |  |
| 20:30           | N. Pereira 4e 34e · E. Meister 10e |       | 6e A. Ali Rahi · 11e (pen.) M. Abbas · 30e Ali Karim · 31e R. Ahmad · 34e Hassan Ali |                            |  |
| 20:30           | Rapport                            |       |                                                                                      |                            |  |

| 1 novembre 2012 | Tahiti                                                   | 4 - 3 | États-Unis                                   | Dubaï Festival City, Dubaï |  |
| 18:00           | N. Bennett 11e 34e · R. L. F. Kuee 17e · T. Zaveroni 28e |       | 14e 20e (pen.) A. Feld · 34e (pen.) O. Reyes |                            |  |
| 18:00           | Rapport                                                  |       |                                              |                            |  |

| 1 novembre 2012 | Émirats arabes unis                  | 2 - 3 | Russie                                                         | Dubaï Festival City, Dubaï |  |
| 20:30           | Hassan Ali 17e · K. Ali Sulaiman 19e |       | 6e Y. Gorchinskiy · 19e (csc) K. Ali Sulaiman · 34e E. Eremeev |                            |  |
| 20:30           | Rapport                              |       |                                                                |                            |  |

#### Groupe B
| Équipe  | J | G | G+ | P | Bp | Bc | +/- | Pts |
| ------- | - | - | -- | - | -- | -- | --- | --- |
| Brésil  | 3 | 3 | 0  | 0 | 16 | 11 | +5  | 9   |
| Nigeria | 3 | 2 | 0  | 1 | 16 | 17 | -1  | 6   |
| Suisse  | 3 | 1 | 0  | 2 | 16 | 15 | +1  | 3   |
| Japon   | 3 | 0 | 0  | 3 | 14 | 19 | -5  | 0   |

| 30 octobre 2012 | Japon                                                           | 4 - 7 | Suisse                                                        | Dubaï Festival City, Dubaï |  |
| 16:45           | S. Yamauchi 2e · M. Komaki 5e · A. Kazumasa 12e · S. Makino 24e |       | 5e P. Borer · 8e 14e 21e 36e D. Stankovic · 32e 33e M. Jaeggy |                            |  |
| 16:45           | Rapport                                                         |       |                                                               |                            |  |

| 30 octobre 2012 | Brésil                                                          | 6 - 3 | Nigeria                                         | Dubaï Festival City, Dubaï |  |
| 19:15           | Datinha 10e · Mao 12e · Benjamin 20e · Fernando DDI 28e 28e 29e |       | 10e O. Okemmiri · 19e V. Tale · 25e B. Ibenegbu |                            |  |
| 19:15           | Rapport                                                         |       |                                                 |                            |  |

| 31 octobre 2012 | Nigeria                                                                | 7 - 6 | Suisse                                                                     | Dubaï Festival City, Dubaï |  |
| 16:45           | B. Ibenegbu 1re 31e · V. Tale 4e 8e 33e · O. Okemmiri 10e · A. Abu 36e |       | 7e S. Lutz · 8e S. Spaccarotella · 14e S. Meier · 26e 28e 32e D. Stankovic |                            |  |
| 16:45           | Rapport                                                                |       |                                                                            |                            |  |

| 31 octobre 2012 | Brésil                                                        | 6 - 5 | Japon                                                                | Dubaï Festival City, Dubaï |  |
| 19:15           | André 8e 9e · Jorginho 17e · Mao 17e · Anderson 20e · Gil 25e |       | 6e M. Komaki · 10e A. Kazumasa · 16e 20e S. Yamauchi · 34e S. Suzuki |                            |  |
| 19:15           | Rapport                                                       |       |                                                                      |                            |  |

| 1 novembre 2012 | Nigeria                                   | 6 - 5 | Japon                                             | Dubaï Festival City, Dubaï |  |
| 16:45           | B. Ibenegbu 2e 3e 4e 17e · A. Abu 17e 26e |       | 2e 2e 17e A.Kazumasa · 26e H. Oda · 33e M. Komaki |                            |  |
| 16:45           | Rapport                                   |       |                                                   |                            |  |

| 1 novembre 2012 | Suisse                                        | 3 - 4 | Brésil                                                 | Dubaï Festival City, Dubaï |  |
| 19:15           | V. Jaeggy 4e · S Meier 23e · D. Stankovic 32e |       | 21e 36e Fernando DDI · 34e Bruno Malias · 35e Benjamin |                            |  |
| 19:15           | Rapport                                       |       |                                                        |                            |  |

### Phase finale

#### Demi-finales
| 2 novembre 2012 | Russie                                                                                            | 9 - 4 | Nigeria                                       | Dubaï Festival City, Dubaï |  |
| 19:15           | D. Ippolitov 1re · E. Shaykov 3e 21e 25e 32e · D. Shishin 5e · E. Eremeev 11e 29e · I. Leonov 16e |       | 7e 33e B. Ibenegbu · 22e A. Abu · 36e V. Tale |                            |  |
| 19:15           | Rapport                                                                                           |       |                                               |                            |  |

| 2 novembre 2012 | Brésil                                                | 5 - 3 | Émirats arabes unis                                           | Dubaï Festival City, Dubaï |  |
| 20:30           | Gil 1re · Fernando DDI 10e 21e 34e · Bruno Malias 14e |       | 23e (csc) Sidney · 26e (pen.) R. Ahmad · 34e (pen.) Ali Karim |                            |  |
| 20:30           | Rapport                                               |       |                                                               |                            |  |

#### 3eplace
| 3 novembre 2012 | Nigeria                                                                             | 7 - 8 a. p. | Émirats arabes unis                                                                           | Dubaï Festival City, Dubaï |  |
| 19:15           | I. Olawale 5e 17e 18e 22e · S. Maijama'a 21e · R. Al Mesaabi 25e (csc) · A. Abu 35e |             | 2e 14e 19e R. Ahmad · 24e Hassan Ali · 26e Ali Karim · 29e 37e R. Al Mesaabi · 31e A. Al Rahi |                            |  |
| 19:15           | Rapport                                                                             |             |                                                                                               |                            |  |

#### Finale
| 3 novembre 2012 | Russie                                                                | 7 - 4 | Brésil                                                     | Dubaï Festival City, Dubaï |  |
| 20:30           | A. Makarov 5e 28e · E. Shaykov 9e 12e 15e 21e (pen.) · D. Shishin 23e |       | 22e 28e Fernando DDI · 31e Bruno Malias · 36e (pen.) André |                            |  |
| 20:30           | Rapport                                                               |       |                                                            |                            |  |

## Récompenses individuelles
Trophée individuel décernés à la fin de la compétition :
- Meilleur joueur :  Iegor Chaïkov
- Meilleur buteur :  Fernando DDI (10 buts)
- Meilleur gardien :  Andreï Boukhlitski